# Schistogyne
Schistogyne là chi thực vật có hoa trong họ Apocynaceae.